# Rachias virgatus
Rachias virgatus är en spindelart som beskrevs av Jehan Vellard 1924. Rachias virgatus ingår i släktet Rachias och familjen Nemesiidae. Inga underarter finns listade i Catalogue of Life.